# Бахмати
Бахма́ти — порода коней, якими користувалися татари (крим.-тат. з персько-тюркського pehnat), дуже витривалих, переважно непідкованих або погано підкованих рогом бика, тренованих, щоб добре перепливати річки (про це говорить Боплан). В Україні бахматів вважали також турецькими кіньми.